# Andrea Gibson
Andrea Faye Gibson (13 d'agost de 1975 - 14 de juliol de 2025) va ser una persona no-binària estatunidenca dedicada a la poesia i a l'activisme. La seva poesia se centra en les normes de gènere, la política, la justícia social, els temes LGBTQ i la vida i la mortalitat. Gibson va ser rebre el guardó de Poeta llorejat de Colorado el 2023.

## Primers anys i educació
Andrea Faye Gibson va néixer el 13 d'agost de 1975. Va créixer a Calais (Maine). El seu pare, en Mark, treballava en una oficina de correus i la seva mare, la Shirley, era secretària en una escola tècnica. Tenia una germana, la Laura. Els pares de Gibson eren baptistes practicants i la seva educació va ser estrictament religiosa i socialment conservadora.
Gibson va estudiar al Saint Joseph's College of Maine, una escola privada catòlica de Standish (Maine). Hi va estudiar amb una beca de bàsquet i es va graduar el 1997 amb un grau en anglès.
Gibson va viure un temps amb una xicota a Nova Orleans, i es van mudar el 1999 a Boulder (Colorado). Gibson va anar al seu primer acte de micro obert al Mercury Cafe de Denver, on es va inspirar per convertir-se en artista de la paraula parlada. El 2005, Gibson va deixar la seva feina com a docent Montessori i es va dedicar a la poesia a temps complet.

## Poesia
La poesia de Gibson se centra en les normes de gènere, la política, la justícia social i els temes LGBTQ. Després del diagnòstic de càncer, Gibson també va començar a escriure poesia sobre temes com la depressió, la malaltia, la vida i la mortalitat. Gibson va contribuir a impulsar un ressorgiment de la popularitat de la poesia parlada a mitjans dels anys 2000.
El 2008, Gibson va publicar el seu primer llibre de poesia, Pole Dancing To Gospel Hymns. A aquest el van seguir The Madness Vase i Pansy, tots publicats per Write Bloody Publishing. Gibson també va escriure i publicar Take Me With You, un llibre de citacions i frases. El 2018, va publicar Lord of the Butterflies.
L'àlbum Yellowbird de Gibson combinava música amb la paraula parlada. La por va ser un dels temes en els poemes del seu següent àlbum, Flower Boy. Gibson també va publicar Truce el 2013, seguit de Hey, Galaxy el 2018. En total, Gibson va escriure set llibres de poesia i va publicar set àlbums.
Gibson va citar Sonya Renee Taylor, Derrick Brown, Anis Mojgani, Patricia Smith i Mary Oliver com les seves influències. Gibson va fer diverses gires, tot i patir por escènica. Sovint interpretava poemes a l'espai Button Poetry de Minneapolis.

## Activisme
A més d'utilitzar la poesia per oferir comentaris socials i polítics sobre temes de gènere i LGBTQ, Gibson va participar en molts grups activistes i també va actuar en esdeveniments de Take Back the Night. Durant aproximadament una dècada, Gibson va actuar amb Vox Feminista, una «tribu de feministes radicals decidides a aconseguir el canvi social a través de la revolució cultural».
El 2019, Gibson va col·laborar amb la productora Sarah Megyesy i la música Ani DiFranco per produir un vídeo per al poema «America, Reloading», que tracta sobre la violència amb armes de foc als Estats Units: «Espero que inspiri l'acció directa, l'organització conscient i debats més informats entre persones amb opinions diferents sobre el camí més compassiu a seguir», va dir Gibson.
Gibson va treballar amb el moviment nacional Power to the Patients per pressionar els hospitals perquè publiquessin els preus en línia.

## Premis i honors
Gibson va guanyar quatre cops el gran eslam de Denver. Va quedar en quarta posició a l'Eslam Nacional de poesia del 2004 i en tercer lloc a l'Eslam mundial de poesia individual del 2006 i el 2007. Gibson va ser la primera persona a guanyar l'Eslam de poesia Dones del Món el 2008. També va guanyar els Premis del Llibre d'Editors Independents dues vegades, el 2019 i el 2021. Va ser finalista dels Premi del Públic de Goodreads tres vegades.
El setembre de 2023, Gibson va rebre el reconeixement de Poeta llorejat de Colorado per part del governador Jared Polis.

## Vida personal

### Matrimoni i relacions
Després de set anys de relació, Gibson i la seva companya poeta Megan Falley van anunciar que s'havien compromès l'agost de 2022, i més endavant es van casar.

### Identitat de gènere
Gibson era genderqueer i utilitzava els pronoms en anglès they/them/theirs. Molts dels seus poemes tracten sobre la identitat de gènere, com ara «Swing Set» i «Andrew». Gibson va dir, sobre el gènere: «No m'identifico necessàriament dins d'un binari de gènere. Mai a la vida m'he sentit realment com una dona i certament mai m'he sentit com un home. Miro el gènere en un espectre i sento que en algun lloc d'aquest espectre no aterra a cap dels dos costats».
Pel que fa als apel·latius, Gibson va expressar afinitat per una varietat de noms, afirmant: «Els noms que em diuen els meus éssers estimats i que m'encanten: Andrea. Andrew. Andy. Anderson. Dre. Gibby. Gib. Gibbs. Gibba. Sam. Faye. Pangee.»

### Malaltia i mort
Gibson va assegurar que patia la malaltia crònica de Lyme, i va parlar sobre la seva experiència amb el patiment físic i la dificultat per accedir a l'atenció i el tractament.
A Gibson li van diagnosticar càncer d'ovari l'agost de 2021. El 2 d'agost de 2022, Gibson va cancel·lar una gira programada a causa d'una reaparició del càncer. Va anunciar una nova recaiguda el maig de 2023 al pòdcast We Can Do Hard Things amb Glennon Doyle.
Gibson i la seva dona van ser les persones protagonistes del documental Come See Me in the Good Light, que tractava el seu matrimoni i com van afrontar el diagnòstic de càncer terminal de Gibson. Gibson va coescriure una cançó per al documental, «Salt Then Sour Then Sweet», amb les productores executives Sara Bareilles i Brandi Carlile.
Gibson va morir de càncer d'ovari el 14 de juliol de 2025, a 49 anys, a casa seva a Longmont.

## Obres

### Discografia
- Bullets and Windchimes (2003)[35]
- Swarm (2004)[36]
- When the Bough Breaks (2006)[37]
- Yellowbird (2009)[38]
- Flower Boy (2011)[37]
- Truce (2013)[39]
- Hey Galaxy (2018)[37]

### Llibres
- Pole Dancing to Gospel Hymns (2008, Write Bloody Publishing; ISBN 9781935904892)[40]
- The Madness Vase (2012, Write Bloody Publishing; ISBN 9781935904380)[40]
- Pansy (2015, Write Bloody Publishing; ISBN 9781938912986)[41]
- Take Me With You (2018, Plume; ISBN 9780735219519)[40]
- Lord of the Butterflies (2018, Button Poetry; ISBN 9781943735426)[42]
- How Poetry Can Change Your Heart (amb Megan Falley, 2019, Chronicle Books; ISBN 9781452171807)[40]
- You Better Be Lightning (2021, Button Poetry; ISBN 9781943735990)[43][44][45]